# Women Make Movies
Women Make Movies (Mulheres Fazem Filmes) é uma organização de artes multimídia feminista sem fins lucrativos, com sede em Nova York. Fundada por Ariel Dougherty e Sheila Paige é um workshop comunitário que ensina mulheres a fazer filmes. WMM surgiu em 1972 e se tornou uma organização que filmava e distribuía o trabalho de membras filiadas. No início dos anos 80, o foco mudou para concentrar-se na distribuição de filmes feitos por mulheres e sobre mulheres. WMM também porporciona assistência de produção para cineastas mulheres.

## Catálogo de filmes
A organização distribui mais de 500 filmes criados por cerca de 400 mulheres cineastas de aproximadamente 30 países. Os filmes tratam de temas como direitos reprodutivos, AIDS, auto imagem, desenvolvimento econômico, racismo, imigração, ética médica, e feminismo global. A coleção inclui filmes de conhecidas cineastas feministas como Trinh T. Minh-ha, Julie Dash, Pratibha Parmar, Jane Campion, e Kim Longinotto.

## Reconhecimento e distribuição
Filmes distribuídos pelo WMM apareceram em vários festivais de filmes pelo mundo, incluindo o Sundance Film Festival, Cannes Film Festival, o International Documentary Film Festival Amsterdam (IDFA)., e o Athena Film Festival Seus filmes receberam premiações como o Special Jury Prize no Sundance (The Greatest Silence: Rape in the Congo and Rough Aunties), o Oscar (Love & Diane), o Emmy (Quick Brown Fox: An Alzheimer’s Story), e o Peabody (Sisters in Law). Em 2011, WMM recebeu um prêmio do Athena Film Festival por seu trabalho fantástico distribuindo filmes por e sobre mulheres.
Os filmes WMM passaram na TV a cabo e na TV aberta pelo mundo, incluindo HBO/Cinemax, PBS, Sundance Channel, e Rede Globo. Entre os títulos exibidos estão: Hold Me Tight, Let Me Go, de Kim Longinotto; Ella Es El Matador, de Gemma Cubero e Celeste Carrasco’s. A organização trabalhou próxima ao Public Broadcasting System, Hunter College, Museum of Modern Art, e muitas outras organizações de arte midiáticas de Nova York.

## Diretora Executiva
Em 1983, Debra Zimmerman se tornou diretora executiva do.